# Golpe de Estado en Colombia de 1957
El golpe de Estado colombiano de 1957, apodado las Jornadas de Mayo, fue el derrocamiento no violento en Colombia de la dictadura de Gustavo Rojas Pinilla por parte de los militares, lo que resultó en el establecimiento de una junta de cinco hombres que restauró el gobierno civil un año después, en 1958. El intento de golpe siguió a un período de disturbios civiles cuando Rojas, que llegó al poder en 1953 prometiendo poner fin a La Violencia e inicialmente aclamado como el salvador de Colombia,  causó descontento político con sus políticas autoritarias, incluido el silenciamiento de la prensa libre, detención de grupos de oposición y suspensión de la constitución del país. 
En el período previo al golpe, el líder de la oposición Guillermo León Valencia fue puesto bajo arresto domiciliario el 1 de mayo, lo que provocó una desobediencia civil generalizada. El período de 10 días estuvo marcado por protestas estudiantiles a nivel nacional y el cierre improvisado de universidades, periódicos, tiendas, fábricas, empresas y bancos. Las manifestaciones estudiantiles que siguieron se saldaron con un centenar de muertos, y se lanzaron gases lacrimógenos y chorros de agua roja contra los manifestantes. En respuesta, un arzobispo de Cali amenazó con excomulgar a los responsables de los asesinatos.
Al reconocer el creciente malestar, varios líderes militares se reunieron y coincidieron en la necesidad de deponer a Rojas. En las primeras horas de la mañana del 10 de mayo, Rojas fue presionado para que dimitiera y poco después una junta tomó su lugar. Luego partió con su familia hacia España.
La junta militar de cinco hombres, compuesta por aquellos que habían servido previamente bajo el gobierno de Rojas, Gabriel París, Deogracias Fonseca, Rubén Piedrahita, Rafael Navas Pardo y Luis Ordóñez, anunció sus intenciones de restaurar el gobierno civil antes del 7 de agosto de 1958, mediante elecciones y otras medidas. Durante este período de gobierno militar, se nombró un gabinete mayoritariamente civil y bipartidista con la aprobación de los partidos principales. También se formó la "Comisión Paritaria de Reajuste Institucional" para estudiar la reforma constitucional junto con una "Comisión Nacional de Investigación Criminal" bipartidista para investigar la corrupción y las malas prácticas.